# Festa di san Sebastiano ad Acireale

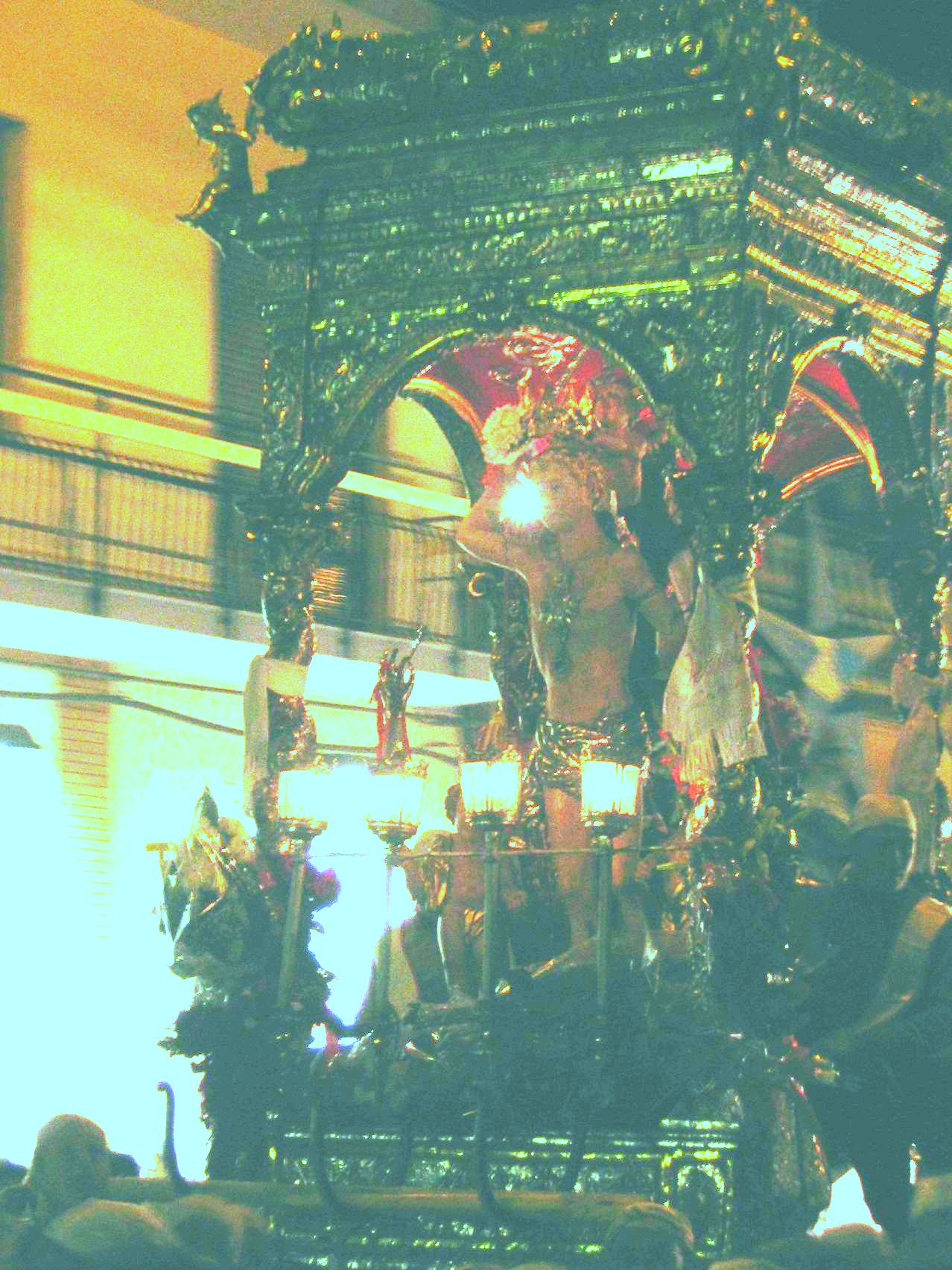
Acireale: Il fercolo del Santo

La festa di san Sebastiano è una festa religiosa che ha luogo ad Acireale il 20 gennaio, data della celebrazione cattolica del Santo.

## Il Santo
San Sebastiano nacque a Narbona, in Francia. Fu un legionario romano sotto Diocleziano e Massimiliano, dalla nascosta fede cristiana. Appena scoperta quest'ultima, fu condannato prima alla trafizione mediante frecce. Sopravvisse miracolosamente al supplizio, tramite intercessione divina. In seguito, fu condannato all'annegamento, stavolta mortale, poi buttato in una fossa comune.

## Struttura della festa
L'Uscita: alle 11, il Santo si affaccia dalla porta centrale sul sagrato della Basilica di San Sebastiano: campane a festa e fuochi d'artificio per "U Rizzareddu". Segue il "fervorino", un'omelia che invita i fedeli e i devoti a seguire l'esempio di Sebastiano, e che serve anche da incitamento per i devoti (ogni anno fatto da un sacerdote diverso) in seguito, la trionfale corsa di uscita del santo: il fercolo viene trainato di corsa giù dal sagrato, effettua una curva verso destra e si dirige, sempre di corsa, verso Piazza Duomo, centro storico e religioso della città.

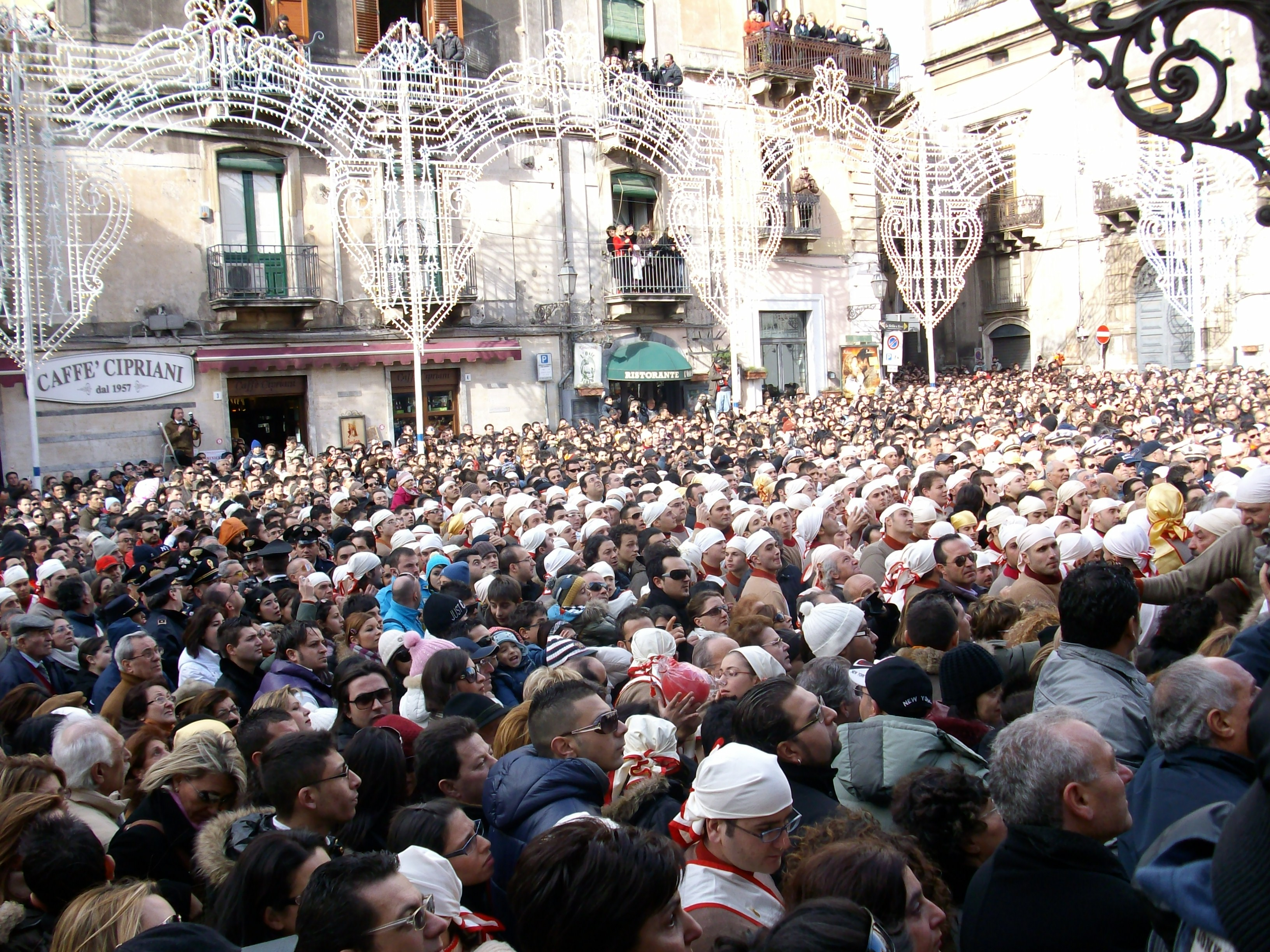
La folla accalcata in Piazza Lionardo Vigo adiacente alla Basilica

La salita di San Biagio: il Santo transita per piazza San Domenico, passando davanti all'omonima Chiesa, presentandosi al cospetto della salita di Via San Biagio, lunga pressappoco 80 metri e con una pendenza di oltre 20°. I devoti si caricano sulle spalle la Vara di diverse tonnellate portandola alla fine della Via: questa è la Salita di San Biagio, momento in cui i devoti si caricano il peso del Santo. La tradizione di sollevare per intero la "vara" deriva da un'antica necessità: in passato la via San Biagio era una mulattiera, strada adibita al trasporto dei carretti. Le ruote della vara non coincidevano con le due strisce di basalto lavico sulle quali passavano i carretti. Era necessario, quindi, sollevare l'intera vara.
Il saluto del treno: Verso le 16:00, il Santo, transitando attraverso Via Vittorio Emanuele II, arriva in Piazza Agostino Pennisi, a ridosso della vecchia stazione ferroviaria della città. Qui passa un treno che si ferma di fronte al Santo, emettendo con il fischio, un saluto. Questo gesto ricorda la partenza di alcuni soldati acesi verso il fronte, proprio il 20 gennaio 1916, giorno in cui, salendo sul treno in partenza, incontrarono il fercolo del loro Santo protettore. Tutti i soldati presenti nel treno tornarono vivi dalla guerra.
Corsa di Via Roma e sotto l'Arco del Vescovo: verso le 20:30, il santo transita in Via Roma, e s'immette in Corso Umberto I; questo percorso lo fa di corsa, eseguendo una curva relativamente stretta. Questa corsa è sicuramente la più entusiasmante e partecipata dagli acesi, e il Santo procede tra due ali di folla, preceduto e seguito da un fiume di devoti. Poco dopo, spesso continuando la corsa sempre sul Corso Umberto I, il fercolo esegue una pericolosa e repentina inversione a U in Largo Giovanni XXIII, fermandosi davanti alla porta del palazzo Vescovile. Ne segue un'immancabile omelia del Vescovo, anch'essa molto sentita dalla Città.
Giochi pirotecnici in Piazza Duomo: Dopo aver percorso altre strade del centro della città, e dopo le cantate e i fuochi d'artificio di Viale Regina Margherita, il Santo entra trionfalmente in Piazza Duomo, per assistere allo spettacolo pirotecnico che in qualche modo "chiude" la Festa.
Entrata in basilica: verso mezzanotte, dopo aver lasciato Piazza Duomo, San Sebastiano si presenta in via Musmeci che conduce proprio nella piazza della Basilica, gremita di gente. Quando tutto è pronto, il Santo entra trionfalmente in piazza, effettua di corsa una spettacolare inversione a U, che termina con l'entrata in basilica (la Vara entra in retromarcia, spinta dai devoti, per consentire ai fedeli di guardare il viso di S. Sebastiano).

## L'Ottava
Come tutte le feste religiose, anche quella di San Sebastiano ha l'Ottava: otto giorni dopo la festa, la sera del 27 gennaio San Sebastiano è esposto alla città, esegue un giro della Piazza, e poi rientra in Basilica.

## Come si diventa devoti
Diventare devoti è relativamente semplice: ci si presenta la sera del 19 gennaio dinanzi ad un prete, con gli abiti votivi; essi saranno benedetti. Da quel momento in poi, si è Devoti di San Sebastiano, dietro promessa che dovrà essere mantenuta per tutta la vita; le promesse (fatte al momento della benedizione) sono di vario tipo:
- Effettuare tutto o mezzo giro;
- Portare al Santo della cera un dono;
- Partecipare all'apertura della cappella ogni anno;

## Abiti Votivi e loro significato
Il Devoto, durante tutto l'arco della festa, cammina senza scarpe e porta degli abiti votivi. Essi constano in un maglione, una fascia e un fazzoletto portato a mo' di bandana.
Il maglione, di due colori ha uno specifico significato:il beige, simboleggia la nudità del santo, portando i devoti alla condizione di San Sebastiano (appunto, nudo, al suo martirio), il rosso, invece, rappresenta il sangue, quindi il martirio; e il fazzoletto a mo' di bandana, invece, è legato alla pestilenza: infatti, durante la Peste Nera, le (poche) persone che guarivano, portavano un fazzoletto bianco in testa, che ne decretava la riammissione alla società.